# Decusa expansa
Decusa expansa är en skalbaggsart som först beskrevs av Leconte 1866.  Decusa expansa ingår i släktet Decusa och familjen kortvingar. Inga underarter finns listade i Catalogue of Life.